# Conditional Random Field
Ein Conditional Random Field (CRF) ist ein Typ von ungerichtetem probabilistischem Modell, der im maschinellen Lernen (einem Teilgebiet der künstlichen Intelligenz) eingesetzt wird. Häufig wird mit dem Begriff auf eine spezielle Form mit linearer Struktur verwiesen, das Linear-Chain Conditional Random Field. Dieses wird typischerweise zur Segmentierung von Sequenzen verwendet. Das bedeutet, das CRF erhält eine Sequenz {\displaystyle X} als Eingabe und gibt eine gleich lange Sequenz {\displaystyle Y} aus. Im Unterschied zu Hidden-Markov-Modellen (HMMs; ein anderes, jedoch gerichtetes Modell für sequentielle Daten) kann ein CRF an jeder Stelle auf die komplette Information der Eingabesequenz zugreifen, wohingegen ein HMM nur die aktuelle Eingabe sieht. Hierdurch können komplexe Merkmalsmengen verwendet werden.

## Training
Wie alle Modelle des maschinellen Lernens müssen CRFs trainiert werden, d. h., ihre Parameter müssen aus Daten abgeschätzt werden. Hierfür existieren verschiedene Lernverfahren, etwa das Gradientenverfahren oder das Quasi-Newton-Verfahren. Dabei werden einige Sequenzen vorgegeben, von denen sowohl die Eingabe als auch die gewünschte Ausgabe bekannt ist (es handelt sich also um überwachtes Lernen). Das Lernverfahren versucht dann die Parameter im CRF so anzupassen, dass für möglichst viele Sequenzen in den Trainingsdaten die richtige Ausgabesequenz vorhergesagt wird.

## Anwendungen
CRFs wurden erfolgreich auf verschiedene Probleme angewandt, wie zum Beispiel:
- Informationsextraktion von natürlichsprachigen Texten
- Morphologische Analyse
- Klassifikation von Proteinen
- Vorhersage der Sekundärstruktur von DNA und Proteinen
- Bilderkennung und Bildrestauration